# Гарник Михайло Митрофанович
Михайло Митрофанович Гарник (нар. 1928, село Слобода-Комаровецька, тепер село Колосівка Барського району Вінницької області — ?) — український радянський діяч, шахтар, машиніст вугільного комбайну шахти «Анненська» тресту «Кадіїввугілля» Луганської області. Депутат Верховної Ради УРСР 5-го скликання.

## Біографія
Народився у селянській родині. Трудову діяльність розпочав у шістнадцятирічному віці. У 1944—1946 роках працював колгоспником у колгоспі Барського району Вінницької області.
У 1946 році виїхав на Донбас, де поступив у гірничопромислове училище. Після закінчення училище працював електрослюсарем шахти «Анненська» тресту «Кадіїввугілля» Ворошиловградської області. Потім був помічником машиніста та машиністом врубової машини на цій же шахті.
З 1952 року — машиніст вугільного комбайну шахти «Анненська» тресту «Кадіїввугілля» Ворошиловградської (Луганської) області.

## Нагороди
- ордени
- медалі